# Roi Jian de Zhou
Le roi Jian de Zhou, ou Zhou Jian wang (chinois : 周簡王) de son nom personnel Ji Yi (姬夷) fut le vingt-deuxième souverain de la dynastie Zhou. Il régna à Luoyi de -585 à -572.

## Règne
Sous son règne, l'État de Wu s'érigea en royaume quand son seigneur, le vicomte Shoumeng, se proclama roi. Les Zhou perdirent de l'influence dans le sud-est à ce moment.